# Monks House
Monks House var en civil parish 1858–1955 när det uppgick i North Sunderland, i grevskapet Northumberland i England. Civil parish var belägen 20 km från Alnwick och hade 16 invånare år 1951.